# Tierra Grande (Texas)
Tierra Grande es un lugar designado por el censo ubicado en el condado de Nueces en el estado estadounidense de Texas. En el Censo de 2010 tenía una población de 403 habitantes y una densidad poblacional de 33,06 personas por km².

## Geografía
Tierra Grande se encuentra ubicado en las coordenadas 27°42′13″N 97°34′19″O / 27.70361, -97.57194. Según la Oficina del Censo de los Estados Unidos, Tierra Grande tiene una superficie total de 12.19 km², de la cual 12.19 km² corresponden a tierra firme y (0%) 0 km² es agua.

## Demografía
Según el censo de 2010, había 403 personas residiendo en Tierra Grande. La densidad de población era de 33,06 hab./km². De los 403 habitantes, Tierra Grande estaba compuesto por el 91.56% blancos, el 1.49% eran afroamericanos, el 0.74% eran amerindios, el 0% eran asiáticos, el 0% eran isleños del Pacífico, el 4.71% eran de otras razas y el 1.49% pertenecían a dos o más razas. Del total de la población el 82.38% eran hispanos o latinos de cualquier raza.